# Penzlin
Penzlin è un comune del Meclemburgo-Pomerania Anteriore, in Germania.
Appartiene al circondario della Seenplatte del Meclemburgo ed è parte della comunità amministrativa (Amt) di Penzliner Land.

## Geografia antropica

### Suddivisioni amministrative
Penzlin si divide nelle seguenti frazioni (Ortsteil)
- Ave
- Alt Rehse
- Carlstein
- Groß Flotow
- Groß Vielen
- Klein Flotow
- Klein Lukow
- Groß Lukow
- Lübkow
- Mallin
- Marihn
- Mollenstorf
- Neuhof
- Passentin
- Siehdichum
- Werder
- Wustrow
- Zahrenf